# Rapporto di sovraconsolidazione
In geotecnica, il rapporto di sovraconsolidazione (OCR) è un indice che suggerisce la storia di carico di un particolare terreno. Conoscere tale rapporto è dunque fondamentale ai fini di comprendere se il terreno sul quale si vuole costruire ha sopportato in passato un carico maggiore rispetto a quello che si andrà ad applicare con la nuova costruzione (come accade per terreni erosi), o se viceversa la più grande sollecitazione avverrà quando la messa in opera della nuova costruzione sarà completata. L'OCR consente di osservare indirettamente molte caratteristiche del terreno, le quali permettono uno studio più approfondito e preciso del terreno stesso.

## Definizione
L'OCR è definito in geotecnica come:
{\displaystyle OCR={\frac {\sigma 'v,max}{\sigma 'v,attuale}}};   dove al numeratore è posto il valore di sforzo verticale efficace massimo che il terreno ha sopportato nel tempo (ottenibile da una Prova edometrica), mentre a denominatore si ha lo sforzo verticale efficace che attualmente sta stimolando il terreno. Il comportamento del materiale dipende da quanti cicli di carico si considerano: nel definire l'OCR, si trascura il comportamento a grande numero di cicli.
Il terreno, in base al valore di OCR ottenuto, viene definito in diversi modi:
- OCR = 1, il terreno si definisce normalconsolidato;
- OCR > 1 , il terreno è sovraconsolidato. Al crescere del valore di OCR, cresce il grado di consolidazione del terreno: per questo, si definisce debolmente sovraconsolidato (SOC, sightly over-consolidated) un terreno che possegga OCR compreso tra 1 e 4; si definisce fortemente sovraconsolidato (HOC, highly over-consolidated) un terreno con OCR ≥ 4.

Si noti come l'OCR non possa mai essere inferiore ad 1: nel caso estremo di normalconsolidazione, infatti, il valore di sforzo attuale supererà il valore di sforzo massimo precedente, diventando lui stesso lo sforzo massimo mai registrato per quel terreno e dando come risultato del rapporto, 1. Inoltre, è possibile dimostrare facilmente come l'OCR decresce all'aumentare della profondità: a parità di carico applicato, infatti, gli sforzi efficaci verticali varieranno a seconda del peso specifico del terreno (che si può supporre costante in ogni punto) e il termine z di profondità: un incremento di essa scaturisce dunque un aumento di sforzo efficace.